# حميراء أصغر
حميراء أصغر علي تشودري ( الأردية: حمیرا اصغر علی چودھری (10 أكتوبر 1983 - أكتوبر 2024)، هي ممثلة وعارضة أزياء وفنانة مسرحية باكستانية.

## وفاتها
في 8 يوليو 2025، تم العثور على حميرة أصغر ميتة في شقتها في منطقة DHA المنطقة السادسة ،بمدينة كراتشي.

## روابط خارجية
لا بيانات لهذه المقالة على ويكي بيانات تخص الفن